# 笑う警官 (マルティン・ベック)
『笑う警官』（わらうけいかん）は、ペール・ヴァールーとマイ・シューヴァル共著によるスウェーデンの警察小説「マルティン・ベックシリーズ」の第4作である。
高見浩訳の翻訳の原書は、アラン・ブレア（Alan Blair）訳、パンテオン・ブックス（Pantheon Books）の英語版「The Laughing Policeman」
。日本での出版に際し、角川書店が版元に支払った料金は、前金で200ドル。当初は文庫本としてシリーズ1作目の『ロゼアンナ』から刊行されたが、本作の売り上げが一番良く、途中から単行本に切り替えられた。
1970年度のエドガー賞 長編賞受賞作品。
2013年9月に、柳沢由実子によるスウェーデン語からの直訳による新訳版がKADOKAWA〈角川文庫〉から刊行された。

## あらすじ
1967年11月13日23時3分、ストックホルムとソルナの市境で路線バスが道路から外れて停止する。通報を受けたパトカーが駆けつけると、瀕死の1人を除き乗車中の全員が死亡していた。現場に到着したマルティン・ベックは、被害者の中に部下のオーケ・ステントルムが含まれていることを知る。
目撃者も存在せず、被害者のほぼ全員が死亡しているため、誰がどのような理由で狙われたのかも分からず、捜査は各被害者の背景を調べるところから始まった。地方からも応援を頼み捜査を続けるうち、被害者の何人かは裏に後ろ暗い事情を抱えていることが判明したが、その中に1人だけ身元不明の被害者がいた。
その一方、事件当時に非番だったステントルムは、ある未解決事件の独自調査を単独で行っていたことが判明する。

## 登場人物

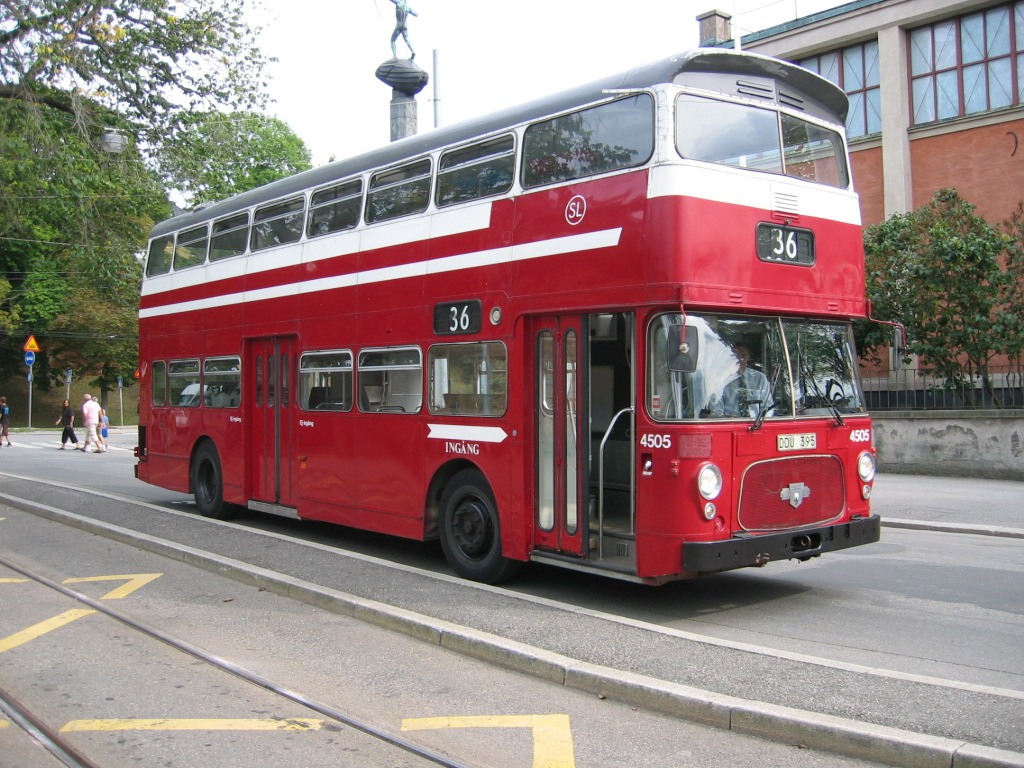
1967年製 ストックホルムの2階建てバス

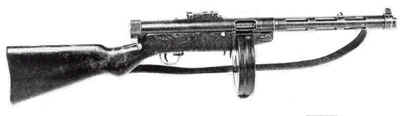
スオミ KP/-31

マルティン・ベック警視
ストックホルム警察殺人課主任。　
レンナルト・コルベリ警部
ストックホルム警察殺人課捜査員。
グンヴァルド・ラーソン警部
ストックホルム警察殺人課捜査員。
フレドリック・メランデル警部
ストックホルム警察殺人課捜査員。
エイナール・ルン刑事
ストックホルム警察殺人課捜査員。
オーケ・ステントルム刑事
ストックホルム警察殺人課捜査員。尾行が特技。
ペール・モーソン警部
マルメ警察。地方からの応援。捜し物の名手。
ウルフ・ノルディン警部
スンツヴァル警察。地方からの応援。
オーサ・トーレル
ステントルムの恋人。旅行代理店に勤務。
アルフォンス・シュベーリン
被害者中唯一の生存者。